# Brendan Cauldwell
Brendan Cauldwell (* 25. Oktober 1922 in Fairview, Dublin; † 12. Januar 2006 in Dublin) war ein irischer Schauspieler.
Brendan Cauldwell machte seinen Abschluss an der Irish Christian Brothers School von O’Connell. Seine Leidenschaft zur Schauspielerei entwickelte er bei seinem Onkel, der ihm schon als Kind verschiedene Dialekte beibrachte. Bevor er sich ganz der Schauspielerei widmete, arbeitete er zunächst in der Versicherungsbranche. Cauldwell trat im Radio, Fernsehen und in Kinofilmen wie In einem fernen Land, Der Krieg der Knöpfe, Moll Flanders – Hure wider Willen und Die Asche meiner Mutter auf. Seine bekannteste Rolle war die des Pascal Mulvey, die er seit 1996 in der irischen Seifenoper des Senders RTÉ verkörperte. Schon seit 1955 gehörte er zum Reporterteam des irischen Senders.